# Flanders Investment and Trade
Flanders Investment & Trade (FIT)  ofwel het Vlaams Agentschap voor Internationaal Ondernemen werd opgericht door de Vlaamse overheid in 2005. FIT ontstond uit een fusie van 'Export Vlaanderen' en de 'Dienst Investeren in Vlaanderen'. De organisatie heeft als doel het internationaal ondernemerschap van Vlaamse bedrijven, in het bijzonder kleine en middelgrote ondernemingen, te bevorderen.

## Organisatie
Aan hoofd van het agentschap staat een gedelegeerd bestuurder.
Het hoofdkantoor staat in Brussel. Wereldwijd zijn er 96 vestigingen, waarvan vijf in Vlaanderen. Vlaamse investeerders en exporteurs kunnen informatie en assistentie verkrijgen van het agentschap.